# Виноградный Сад
Виноградный Сад (укр. Виноградний Сад) — село в Доманёвском районе Николаевской области Украины.
Население по переписи 2001 года составляло 225 человек. Почтовый индекс — 56419. Телефонный код — 5152. Занимает площадь 0,532 км². Возле села расположен одноименный археологический памятник.

## Местный совет
56419, Николаевская обл., Доманёвский р-н, с. Богдановка, ул. Константина Острожского, 46